# 여인형
여인형(呂寅兄, 1969년~)은 대한민국의 군인으로 제5대 국군방첩사령부 사령관을 지냈다.
1988년 육군사관학교에 입교(48기)하였고, 1992년 3월 1일 육군 소위로 임관하였다. 2024년 12월 6일부로 직무가 정지되었다.

## 학력
- 충암고등학교 17회(졸업)[2]
- 육군사관학교 48기(졸업)
- 국방대학원 국제관계학 석사

## 경력
- 제51보병사단 제167연대장
- 국방부 정책관리담당관
- 육군본부 교육훈련정책과장
- 제27대 제11공수특전여단장
- 합동군사대학교 육군대학장
- 대한민국 육군본부 작전교훈차장
- 2021. 12.~2022. 12. 제23대 대한민국 육군 제53보병사단 사단장
- 2022. 12.~2023. 11. 대한민국 육군본부 정보작전참모부장
- 2023. 11.~ 대한민국 육군 중장
- 2023. 11.~2024. 12. 제5대 국군방첩사령부 사령관

## 같이 보기
- 2024년 대한민국 비상계엄